# ذبابيات منشارية سوداء صفراء
ذبابيات منشارية سوداء صفراء (الاسم العلمي Megalodontesidae)، فصيلة حشرات من عديمات الخصر ورتبة غشائيات الأجنحة. أنواعها 40 يقتصر وجودها في المناطق المعتدلة من أوراسيا. تتغذى يرقاتها على النباتات العشبية.